# John Tillotson
John Tillotson (Sowerby, ottobre 1630 – Londra, 22 novembre 1694) è stato un arcivescovo anglicano e teologo britannico, arcivescovo di Canterbury dall'aprile 1691 fino alla sua morte.